# Германия, год нулевой
«Германия, год нулевой» (итал. Germania anno zero) — заключительный фильм военной трилогии Роберто Росселлини, снятый в послевоенном Берлине в 1947 году.

## Сюжет
Фильм повествует о судьбе одной немецкой семьи в лежащем после войны в руинах Берлине. Семья еле сводит концы с концами: их дом был разрушен, поэтому их подселили в другую, уцелевшую квартиру, чему хозяева, конечно, не рады. Отец (Эрнст Питшау) тяжело болеет и ничем не может помочь своей семье. Его сын Карл-Хайнц (Франц-Отто Крюгер) недавно вернулся из армии и скрывается, опасаясь, что его отправят в тюрьму за участие в военных действиях. Обеспечивать пропитание вынуждены самые слабые члены семьи: дочь Ева (Ингетрауд Хинце), проводящая вечера в барах с американскими солдатами, и 12-летний Эдмунд (Эдмунд Мешке), целыми днями слоняющийся по разрушенному городу в поисках еды и денег.
Во время одной из таких прогулок Эдмунд встречается с бывшим учителем-нацистом. Тот читает ему ницшеанскую проповедь о том, что слабые и бесполезные должны умереть, и мальчик проецирует эти слова на своего отца. Старик и сам то и дело заводит речь о желании перестать быть обузой для семьи и отойти в мир иной. Раздобыв яд, Эдмунд бесстрастно подмешивает его в чай прикованного к постели отца. После смерти отца подростка начинает разъедать всепоглощающее чувство вины. Мальчик пытается отвлечься, присоединившись к играющим во дворе детям, но они убегают от него, как бы разгадав его тайну. Финальная сцена в остове разрушенного здания вошла в историю как «один из самых страшных эпизодов послевоенного европейского кино».

## В ролях
- Эдмунд Мешке — Эдмунд
- Эрнст Питшау — отец
- Ингетрауд Хинце — Ева
- Франц-Отто Крюгер — Карл-Хайнц
- Эрих Гюне — учитель
- Ганс Санген — господин Радемахер
- Хайди Блэнкнер — госпожа Радемахер
- Кристль Меркер — Кристель

## Работа над фильмом
Фильм посвящён режиссёром памяти своего 8-летнего сына Романо, который умер незадолго до начала съёмок. Почти все роли сыграли непрофессионалы. Исполнителя главной роли Росселлини нашёл в семье немецких циркачей. Его поразило внешнее сходство мальчика с покойным сыном. Некоторые эпизоды основаны на воспоминаниях режиссёра о повадках сына; сюда относится, в частности, обращение мальчика с куском трубы как с пистолетом. Некоторые сцены фильма (в помещениях) снимались не в Берлине, а в Риме. Росселлини подолгу отсутствовал на съёмочной площадке, поэтому отдельные сцены снимали его ассистенты. Сам режиссёр говорил, что его в фильме интересует только финал.

## Этический парадокс
В трактате «Enjoy your symptom!» философ Славой Жижек разбирает картину с позиций лакановского психоанализа. Совершая отцеубийство, Эдмунд не только исполняет завет своего демонического наставника, но и осуществляет прямо высказанное желание отца умереть. В его действиях высшая жестокость и холодный расчёт сочетаются с безграничной любовью и нежностью — способностью пойти на преступление ради исполнения воли отца. Парадокс в том, что, совершая убийство отца, Эдмунд сохраняет невинность и, можно сказать, приближается к святости. Величайшее преступление здесь приравнивается к величайшему самопожертвованию.

## Художественное своеобразие
Пессимистичное настроение задают уже первые кадры, в которых ребёнок роет могилу на кладбище. Отличительные черты фильма — по-экспрессионистски контрастное освещение, резкость монтажных решений, сознательное снижение драматизма в сценах похищения яда и отравления, «назойливость» камеры, которая неотступно следует за главным героем. Фоном служат гигантские остовы разбомбленных зданий, которые лишний раз подчеркивают депрессивное состояние ребёнка, предвещая тревожные городские декорации в фильмах Антониони. Метафорически могут читаться и другие приметы этого мира, такие, как многочисленные осушенные фонтаны и назойливо громыхающие трамваи. Модернистское музыкальное сопровождение также работает на нагнетание чувства смутной тревоги.

## Оценки
- В 1948 году фильм был удостоен гран-при и премии за лучший сценарий на кинофестивале в Локарно.
- «Бесстрашный, мучительный взгляд на последствия фашизма для общества и для отдельных людей» (Criterion Collection).[6]
- «Первый случай в истории кино, когда в качестве центра тяжести были представлены дети, а не взрослые» (Франсуа Трюффо).[7]
- «Скорее всего, лучший фильм сороковых о детях» (Майкл Аткинсон, Village Voice).[8]
- «Наиболее беспросветный фильм эпохи неореализма» (Филип Френч, The Guardian).[9]

## Влияние
- Франсуа Трюффо снял фильм «400 ударов» (1959), с которого начинается история Французской новой волны, под впечатлением от просмотра картины Росселлини[10]. Трюффо считал, что Росселлини первым после Виго стал снимать детей без налёта сентиментальности[4].
- Бернардо Бертолуччи числит «Год нулевой» среди трёх своих любимых фильмов[11] и заявляет, что каждый его фильм представляет собой отцеубийство[12]. В картине «Конформист» (1970) он также прослеживает связь между фашистскими преступлениями и психической травмой, нанесённой главному герою в детстве педофилом. Главный герой повторяет жест Эдмунда, приставляя к своей голове имитацию пистолета.
- К почитателям фильма относит себя австрийский режиссёр Михаэль Ханеке[13]. В его фильме «Белая лента», удостоенном «Золотой пальмовой ветви», также рассматриваются психологические истоки фашизма, то, как из социального зла прорастают зёрна зла в душах детей.